# كأس إيطاليا 1972–73
كأس إيطاليا 1972-73 (بالإيطالية: Coppa Italia 1972-1973) هو الموسم 26 من كأس إيطاليا. أقيم خلال الفترة 27 أغسطس 1972 وحتى 1 يوليو 1972، وأشرف على تنظيمه اتحاد إيطاليا لكرة القدم، وكان عدد الأندية المشاركة فيه 36، وفاز فيه ميلان